# Чоппинг, Ричард
Ричард Джеймс Чоппинг (англ. Richard James Chopping, 11 сентября 1931) — канадский хоккеист (хоккей на траве), нападающий.

## Биография
Джон Янг родился 11 сентября 1931 года.
Играл в хоккей на траве за команду из Торонто.
В 1964 году вошёл в состав сборной Канады по хоккею на траве на Олимпийских играх в Токио, поделившей 13-14-е места. Играл на позиции нападающего, провёл 7 матчей, забил 1 мяч в ворота сборной Гонконга.